# Bramaterra riserva
Le Bramaterra riserva est un vin rouge sec italien de la région Piémont doté d'une appellation DOC depuis le 9 avril 1979. Seuls ont droit à la DOC les vins rouges récoltés à l'intérieur de l'aire de production définie par le décret. 

## Aire de production
Les vignobles autorisés se situent en province de Biella et province de Verceil dans les communes de Roasio, Villa del Bosco, Lozzolo, Sostegno, Curino, Brusnengo et Masserano.
Vieillissement minimum légal : 3 ans, dont au moins 24 mois en fût de chêne ou châtaignier ainsi que 6 mois en bouteille.
Le vin rouge sec du Bramaterra riserva répond à un cahier des charges plus exigeant que le Bramaterra, essentiellement en relation avec un vieillissement de 3 ans.

## Caractéristiques organoleptiques
- couleur : rouge grenat avec des reflets orangés, qui s’atténue avec le temps.
- odeur :  caractéristique, intense, légèrement fugace, qui s’affine avec le vieillissement.
- saveur :  sec et plein, velouté avec un agréable fond légèrement amer, finale nerveuse.

Le Bramaterra riserva se déguste à une température de 16 – 18 °C et il se gardera 8 – 12 ans.

## Production
Province, saison, volume en hectolitres :
- pas de données disponible